# Tom Glover
Thomas William Glover est un footballeur professionnel australien. Il joue actuellement comme gardien de but pour Middlesbrough (en Angleterre) et pour l'équipe d'Australie.